# Forte Jesus, Maria e José de Rio Grande
O Forte Jesus, Maria e José de Rio Grande localizava-se na margem direita da barra do rio Grande (atual Lagoa dos Patos), núcleo da povoação (atual cidade) de Rio Grande, no litoral do estado brasileiro do Rio Grande do Sul.

## História
Remonta a uma fortificação iniciada pelo engenheiro militar, brigadeiro José da Silva Pais, em 19 de Fevereiro de 1737, em área fortificada provisoriamente pelo lado da campanha pelo coronel de ordenanças Cristóvão Pereira de Abreu (importante criador português de gado), que o aguardava em terra, e destinava-se a servir de alojamento à tropa de 1ª Linha da expedição. Este presídio (colônia militar), sob a invocação de Jesus, Maria e José (Presídio de Jesus, Maria e José), constituiu o núcleo da Colônia do Rio Grande de São Pedro (Colônia de São Pedro), fundada oficialmente em Maio de 1737, consoante as ordens recebidas do governador da Capitania do Rio de Janeiro, Gomes Freire de Andrade (1733-1763). A escolha de seu local, bem como sua colonização com o estabelecimento de estâncias de gado, permitia apoiar as comunicações por terra entre Laguna e a Colônia do Sacramento, bem como oferecia ancoradouro seguro às comunicações marítimas naquele trecho da costa, particularmente hostil à navegação.
Com o formato de um polígono irregular foi erguido como uma paliçada de madeira retirada da vizinha ilha dos Marinheiros, com os muros calçados por plataformas de terra apiloada. Possuía fosso seco e revelins externos em complemento à sua defesa.
Foi conquistado por tropas espanholas sob o comando do governador da Província de Buenos Aires, D. Pedro de Ceballos em Abril de 1763, que ocupou ainda a margem esquerda daquele sangradouro, esta última retomada por ordem do governador da Capitania do Rio Grande do Sul, coronel José Custódio de Sá e Faria em 1767. Está relacionado pelo coronel Rêgo Monteiro em 1777 (GARRIDO, 1940:149).
No século XIX, as suas dependências abrigaram o Regimento de Cavalaria de Dragões do Rio Grande do Sul. SOUZA (1885) menciona que, pela importância da posição em relação ao único porto e à cidade mais comercial da Província do Rio Grande do Sul, esta fortificação foi considerada de 1ª Classe pelo Aviso de 27 de Junho de 1857.
Tragado posteriormente pelo progresso urbano, o seu perímetro coincidiria aproximadamente com a atual Praça Sete de Setembro, na cidade de Rio Grande.